# 小田木隆明
小田木 隆明（おだぎ りゅうめい、1972年10月1日 - ）は日本のギタリスト。シンガーソングライター。茨城県出身。元Little Bachのメンバー。シンガーソングライター「RYUMEI」という名でも活動している。

## 経歴
1972年10月1日に茨城県に生まれている。小田切光とともにデモテープを製作していた時に、元チェッカーズのドラマーであった徳永善也(クロベエ)と知り合いになり、ツインボーカルのバンド「Little Bach」を結成した。クロベエをリーダーとして1995年2月にシングル「眠れぬ美女」でポニーキャニオンからデビューを果たした。1996年3月に初アルバム『SILLY WALK』を発売するが、このアルバム制作を最後に、ツインボ―カルの一人であった小田切光がLittle Bachを脱退し、以降は4人組のバンドとなった。Little Bachにおいて小田木はボーカル及びリードギターを務めていた。スリースタープロに所属しており、当該事務所が総力を挙げて活動を後押ししていたが、所属事務所(スリースタープロ)決定により1998年2月28日をもってバンドは解散となった。以後はソロの編曲家、作曲家、ギタリスト、コーラス等として活動している。

## 作品

### Little Bach
シングル
- 眠れぬ美女(1995年2月17日発売)  ※フジテレビ系列『指輪』主題歌
- ナイフの上で抱きあうのさ(1995年6月21日発売)
- しびれるFACE(1995年10月20日発売)
- 笑っちゃってよ(1996年7月19日発売)  ※本作品より4人体制
- ナンだよ(1997年10月17日発売)

アルバム
- Silly Walk(1996年3月6日発売)